# Mediorhynchus mirabilis
Mediorhynchus mirabilis är en hakmaskart som först beskrevs av Louis de Marval 1905.  Mediorhynchus mirabilis ingår i släktet Mediorhynchus och familjen Giganthorhynchidae. Inga underarter finns listade i Catalogue of Life.